# アル・シャハーニーヤSC
アル・シャハーニーヤ・スポーツクラブ（英語: Al-Shahaniya SC, アラビア語: نادي الشحانية الرياضي))）は、カタールのシャハーニーヤをホームタウンとする、カタール・セカンドディビジョンに加盟するプロサッカークラブである。日本語では、アル・シャハニアと表記されることがある。
1998年にアル・ナスル（アン・ナスル）の名称で設立されたクラブで、2004年から現名称となっている。

## タイトル

### 国内タイトル
- カタール・セカンドディビジョン（英語版） : 1回
  - 2017-18

### 国際タイトル
- なし

## 現所属メンバー
2024年4月6日現在
注：選手の国籍表記はFIFAの定めた代表資格ルールに基づく。
| No. | Pos. |              | 選手名                                                      |
| --- | ---- | ------------ | ----------------------------------------------------------- |
| 1   | GK   | アルゼンチン | バウティスタ・バーク                                        |
| 2   | DF   | モロッコ     | ユネス・エル・ハンナッハ                                    |
| 4   | DF   | カタール     | ムハンマド・アル＝ジャブリ                                  |
| 5   | DF   | アルゼンチン | マティアス・ナニ                                            |
| 6   | MF   | イラン       | オミド・エブラヒミ                                          |
| 7   | MF   | カタール     | モフセン・アル＝ヤジディ                                    |
| 8   | MF   | カタール     | ムアファク・アワド                                          |
| 10  | MF   | モロッコ     | ユネス・ベランダ                                            |
| 11  | FW   | カーボベルデ | リカルド・ゴメス                                            |
| 12  | FW   | カタール     | マジド・モハメド                                            |
| 14  | MF   | カタール     | サリミン・アティク                                          |
| 15  | DF   | カタール     | ハリファ・アル＝マルキ (アル・アラビ・ドーハからレンタル中) |
| 17  | MF   | カタール     | ザイド・サード                                              |
| 18  | MF   | カタール     | ハマド・マンスール (アル・ワクラSCからレンタル中)           |
| 19  | MF   | カタール     | ファイサル・アザディ                                        |

| No. | Pos. |              | 選手名                             |
| --- | ---- | ------------ | ---------------------------------- |
| 20  | MF   | カタール     | タラル・ムニール                   |
| 22  | GK   | カタール     | ジャシム・アル＝メシャイリ         |
| 23  | DF   | カタール     | ファハド・アル＝アブドゥルラフマン |
| 24  | DF   | コロンビア   | ジェイソン・ムリージョ             |
| 34  | MF   | カタール     | モハメド・エル・サイード           |
| 44  | MF   | カタール     | マフディー・サーレム               |
| 45  | GK   | カタール     | アブドゥラー・アル＝ラディ         |
| 47  | MF   | イラク       | ファハド・ワード                   |
| 67  | DF   | カタール     | ジャシム・アル＝ハシェミ           |
| 88  | FW   | アルジェリア | モハメド・ラフィク・オマル         |
| 92  | GK   | ギニア       | ババカル・セック                   |

監督
- アルバロ・メヒア

## 歴代監督
- ステファノ・インパグリアッツォ 2002
- ダニー・ホークマン 2003-2004
- ファリード・ラムジ 2004
- サード・ハーフェズ 2004-2006
- サイード・リジキ 2006-2007
- ステファン・モレロ 2007-2008
- フィラス・ハジム・アル＝シェイクリー2008-2009[3]
- ルイス・アルベルト・ダ・シルバ・レモス 2009
- ヒシャム・アリ 2009
- ヤセル・シバイ 2009-2012
- ルイス・アルベルト・ダ・シルバ・レモス 2012
- イオン・イオン 2012-2013[4]
- ユーセフ・アダム 2013
- ミルトン・メンデス 2013
- ゼ・ナンド 2013-2014
- アレクサンドル・ガマ 2014
- ルイス・マルティンス 2014
- ミゲル・アンヘル・ロティーナ 2014
- ゼ・ナンド 2014
- ルカ・ボナチッチ 2014-2016
- ゼ・ナンド 2016[5]
- イゴール・シュティマック  2016-2017
- ホセ・ムルシア 2017-2020
- ナビル・アンワル 2020-2022[6]
- アルバロ・メヒア 2022[7]

## 歴代所属選手
- ダニーロ・モレノ・アスプリージャ 2009
- アルバロ・メヒア 2014-2020
- アシュカン・デジャガ 2014-2017
- アンドリヤ・カルジェロヴィッチ 2015
- ナイジェル・デ・ヨング 2019-2021
- アレクサンダー＝ミシェル・メルキ 2021-2022
- アシュカン・デジャガ 2021-2022
- ウィリアム・エンリケ・ロドリゲス・ダ・シルバ 2021
- ジエゴ・マウリシオ・マシャド・ジ・ブリット 2021-2022
- ウスマン・クリバリ 2022-2023
- フランチェスコ・アントヌッチ 2023-
- マルク・ムニエッサ 2024-